# Thomas Keneally
Thomas Michael Keneally (* 7. října 1935, Homebush, Nový Jižní Wales, Austrálie) je australský prozaik, dramatik a herec.
Studoval na St Patrick's College, Strathfield, kde je po něm pojmenovaná literární cena. Vstoupil do semináře ke studiu na katolického kněze, ale vystoupil z něj před svým vysvěcením. Posléze pracoval jako učitel v Sydney, před svým úspěchem romanopisce přednášel na University of England. Jeho pravděpodobně nejznámějším dílem je román Schindlerova archa (1982), která vyhrála Man Booker Prize a stala se námětem k filmu Schindlerův seznam.
Je silným zastáncem Australské republiky, ve smyslu přetnutí všech svazků s Britskou monarchií. V roce 1993 publikoval knihu „Naše republika“. Velké množství jeho republikánských esejí se objevilo na internetových stránkách Australského republikánského hnutí.